# Museu Pio XII
O Museu Pio XII é um museu dedicado à Arte Sacra e Arqueologia. Situa-se, juntamente com o Museu Medina, no edifício do Seminário Conciliar de Santiago em Braga.
O museu Pio XII, fundado em 1957 por Cónego Luciano Afonso dos Santos, é o resultado dos esforços do fundador na investigação da Arte Sacra e Arqueologia que desenvolveu no Minho, especialmente em Braga. O museu sofreu várias alterações ao longo dos anos. Entre 2000 a 2002 o museu, com o apoio da União Europeia, é totalmente renovado. Actualmente o acervo do museu está dividido em sete partes.

## Acervo

### Biografia doCónego Luciano Afonso dos Santos
Esta secção homenageia o Cónego Luciano, expondo vários livros e documentos editados pelo próprio, as medalhas das condecorações que recebeu ao longo da vida e as suas maiores descobertas arqueológicas, um mosaico romano e um dólio (grande vaso romano).

### A História do Museu Pio XII
Relata através de fotografias, documentos e plantas a evolução ao longo dos anos do museu.

### Imaginária e Pintura
A secção Imaginária e Pintura expõe várias estátuas e pinturas relacionadas com a Arte Sacra.

### Arqueologia
Neste espaço encontra-se várias peças arqueológicas, como sarcófagos, gárgulas, cruzes, entre outros. Todas as peças expostas foram descobertas pelo Cónego Luciano.

### Devocionária
Expõe artigos ligados à devoção religiosa.

### Indumentária, Ourivesaria, Cerâmica e Numismática

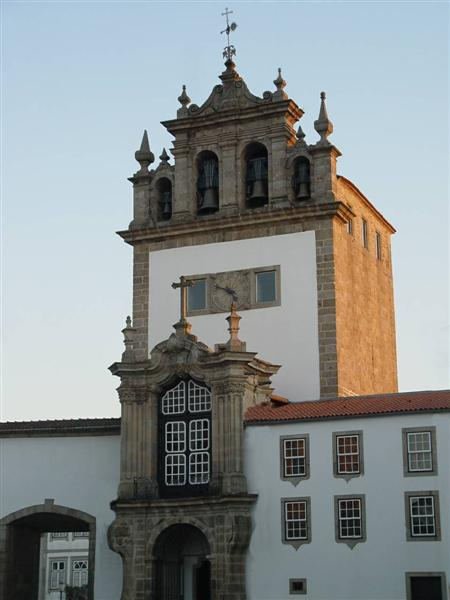
Capela da Nossa Senhora da Torre e Torre de São Tiago

Expõe artigos religiosos ou relacionados desde moedas, jarras, joias, cálices, entre outros.

### Exposições do Museu
Esta secção é dedicada a exposições temporárias, normalmente são expostas outras colecções que o museu possui.

## Domus de Santiago
O Domus de Santiago são ruínas de uma casa rica no tempo de Bracara Augusta. Destas ruínas apenas se encontra exposta o Peristilo, as restantes ruínas estão sob o Seminário de Santiago, o que impossibilita a sua exposição.

## Torre de São Tiago e Nossa Senhora da Torre
Estes dois imóveis, uma torre medieval e uma capela construída numa das faces da torre, fazem parte do Museu Pio XII, aqui ao longo de cinco pisos é narrada  documentada a história de Braga, no último piso pode-se apreciar uma excelente panorâmica sobre a cidade.